# Aceria lycopersici
Aceria lycopersici är en spindeldjursart som först beskrevs av Wolffenstein 1879.  Aceria lycopersici ingår i släktet Aceria och familjen Eriophyidae. Inga underarter finns listade i Catalogue of Life.